# Ricarda Haaser
Ricarda Haaser (Innsbruck, 10 de septiembre de 1993) es una deportista austríaca que compite en esquí alpino. Su hermano Raphael compite en el mismo deporte.
Ganó una medalla de bronce en el Campeonato Mundial de Esquí Alpino de 2023, en la prueba combinada. 

## Palmarés internacional
| Campeonato Mundial | Campeonato Mundial           | Campeonato Mundial | Campeonato Mundial |
| Año                | Lugar                        | Medalla            | Prueba             |
| ------------------ | ---------------------------- | ------------------ | ------------------ |
| 2023               | Courchevel/Méribel (Francia) | Medalla de bronce  | Combinada          |